# St.-Lukas-Kirche (Bremen-Grolland)
Die St.-Lukas-Kirche ist eine evangelische Kirche in Bremen, Stadtteil Huchting, Ortsteil Grolland, Am Vorfeld, und stammt von 1963.
Das Gebäude steht seit 1994 unter Bremer Denkmalschutz.

## Geschichte
Das Gebäude wurde 1963 gebaut nach Plänen der Architekten Carsten Schröck (Bremen) in Zusammenarbeit mit Frei Otto, Gründer des Instituts für Leichte Flächentragwerke (IL) an der TU Stuttgart, geplant.

### Architekten
Carsten Schröck ist in Bremen unter anderem bekannt für die Entwürfe seiner Kirchenbauten und für das Kaffeehaus am Emmasee. Frei Otto ist bundesweit bekannt für seine zeltartigen Dachkonstruktionen mit Seilnetzen. Otto plante mit Günter Behnisch 1968 die markante Überdachung des Hauptsportstättenbereichs am Olympiagelände in München, welche auf einer 10-DM-Gedenkmünze zum Sinnbild der Olympischen Sommerspiele 1972 erhoben wurde.

### Konstruktion

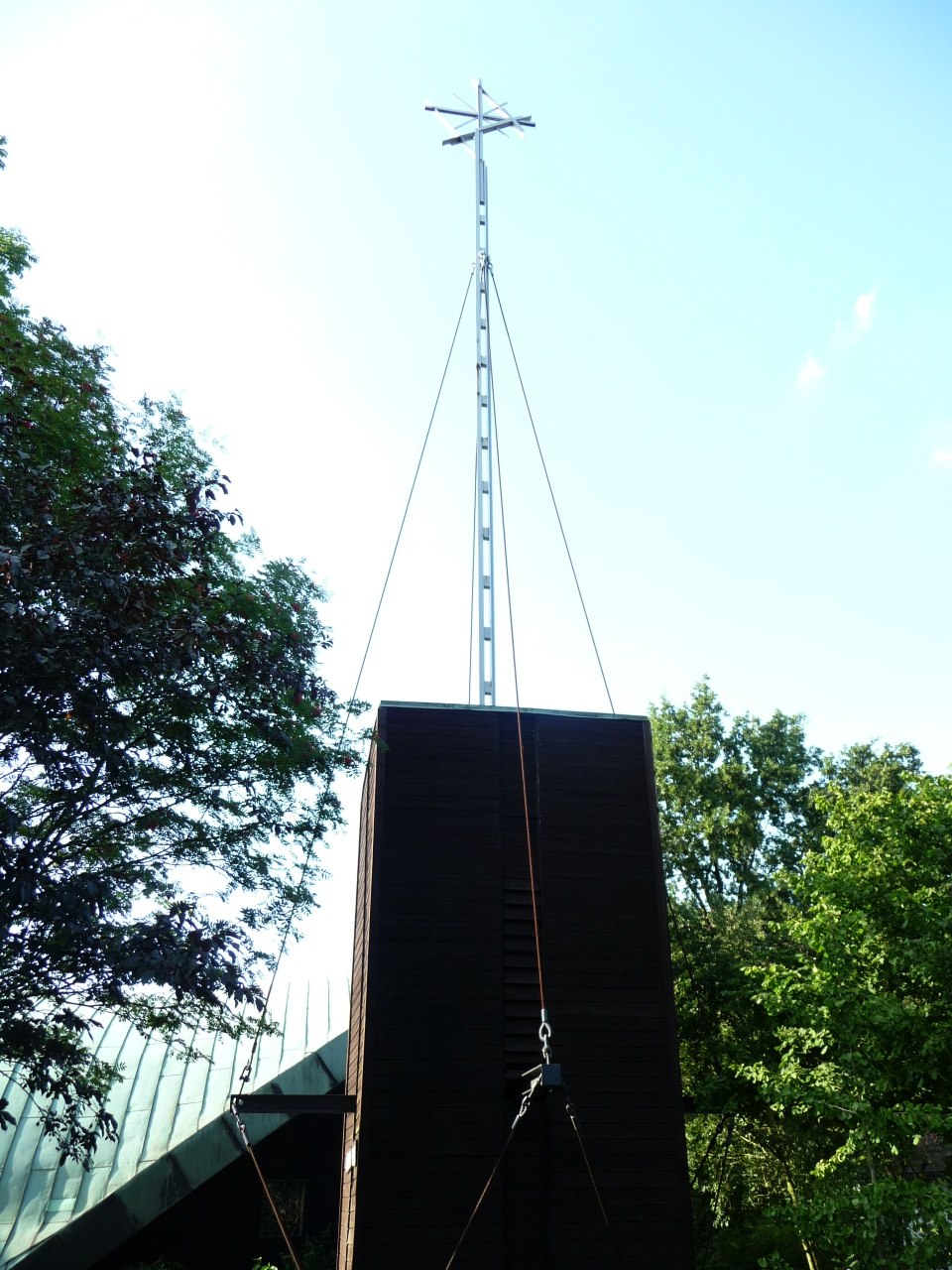
Der Glockenturm

Über dem kreisförmigen Grundriss sind zwischen zwei Holzbögen und den Fundamenten drei Netze aus Stahlseilen gespannt, die mit Holz verkleidet die Decke und die beiden Seitenwände ergeben.
Die Konstruktion besteht aus Seilnetzen, die mit Holzlamellen überspannt wurden. Damit folgt sie dem von Otto entwickelten Verfahren der Formgebung von Gitterschalen aus langen Holzlatten, wie sie weltweit erstmals mit der Multihalle in Mannheim angewendet wurde. (Die Lukas-Kirche würde 1962/63 gebaut – die Multihalle in Mannheim mehr als 10 Jahre später) Schwerkraft und nicht etwa Computersimulation schufen diese leichten und schwebenden Formen.
Die beiden halbrunden Randbalken sind Holzleimbinder, die auf zwei Betonfundamenten ruhen. An die Binder ist das geschwungene Netz der Stahlseile des Daches eingehängt und senkrecht hängen (auf Zug) die Fassadenelemente der Kirche. Ausgangsbasis für das Dach war das Modell des Vorentwurfs. In diesem Modell konnte die endgültige Form allerdings nur grob vorgegeben werden. Mit Hilfe von Zwirnsfaden konnte Länge und Breite der Fläche annähernd abgewickelt werden. Das hängende Netz simulierte die Gittermaschen des späteren Gitterrostes aus Holz.
Vorteil der sich selbst durch Berechnung der Spannkräfte weitgehend tragenden Konstruktion ist, dass hierdurch eine äußerst leichte Bauweise ermöglicht wurde. Der sumpfige Untergrund hätte ein schwereres Bauwerk nicht ohne wesentliche Veränderungen tragen können. Vom Flugzeugbau – bei der Gründung des Stadtteils Grolland wesentlichem Arbeitgeber – inspirierte Moderne verbindet sich mit einer Bodenständigkeit im Wortsinn – in Grolland innen Matsch.

### Kirchenfenster
Die Fenster sind von Erhart Mitzlaff gestaltet. Die Themen spannen einen Bogen von der Schöpfung bis zum sogenannten Neuen Testament – zweiteres naheliegenderweise bezogen auf das Lukas-Evangelium mit der Weihnachtsgeschichte im Mittelpunkt sowie auf die Apostelgeschichte des Lukas.

## Kirchengemeinde
Das Gemeindegebiet war bis zur Gründung als eigenständige Gemeinde 1954 der evangelischen Kirchengemeinde Kirchhuchting zugeordnet. Die Gründung erfolgte als Antwort auf deren durch den Bevölkerungszuwachs in den 1930er bis 1950er Jahren dramatisch gestiegenen Mitgliederzahlen. Mittlerweile befindet sie sich im Zuge des Spardrucks aufgrund allgemeinen Rückgangs der Kirchenmitgliedschaft sowie der kirchlichen Finanzen mit der ebenfalls in den 1950er Jahren gegründeten Dietrich-Bonhoeffer-Gemeinde und der ehemaligen „Mutter-Gemeinde“ St. Georg in einem umfassenden, Schwerpunkte und Arbeitsbereiche neu gewichtenden Kooperationsprozess. Konzeptionelle und kirchenrechtliche Grundlage der Zusammenarbeit ist der Kooperationsvertrag von 2008.